# Quark (Comic)
Quark ist der Name einer Comicfigur und eines dazugehörigen Comics sowie einer Zeichentrickserie.

## Inhalt
Ein Running Gag der Reihe ist, dass der kleine Troll Quark, nachdem er seine Eltern oder andere Trolle durch vorwitziges Handeln verärgert hatte, von seinem Vater am Hemdrücken gepackt und per Tritt an einen anderen Ort auf dieser Welt getreten wurde. Dadurch konnte Quark seine Streiche an jenen anderen Orten weiterführen und damit andere Lebewesen, wie grimmige Bären oder den wütenden Weihnachtsmann ärgern.

## Entstehung und Veröffentlichung
Die Zeichnungen des Comics stammen von Günter Mayrhofer, der Text von Wolfgang J. Fuchs. Der Comic Quark erschien von November 1987 bis 1988 beim Bavaria Comic Verlag in Deutschland. Der Untertitel des Comics lautete Der kleine Riese aus Film und Fernsehen und auf dem Cover stand der Ausspruch „Quark ist stark!!“. Es erschienen sechs Bände mit je zwei Geschichten, von denen eine jeweils eine Bearbeitung einer Trickfilmfolge darstellte und je eine frei erfunden war. Daneben fanden sich in den Ausgaben vier Redaktions- bzw. Werbeseiten. Die Hefte wurden im Großformat mit je 36 Seiten herausgebracht. Die Erstgeschichten der sechs Bände lauten:
1. Wie alles anfing... (Intro)
2. Quark und die Wikinger
3. Quark als Drachenbezwinger
4. Quark und der Straßenräuber
5. Quark im Zirkus
6. Quark in China

## Fernsehserie
Quark trat erstmals im Film Walhalla von 1986 in einer Nebenrolle auf. 1987 wurde von der dänischen Firma Swan Film Production auch eine Serie von Kurzfilmen mit Quark produziert, Regie führte Henning Nielsen. Die Fernsehserie wurde in Deutschland Freitag Nachmittag in der ARD-Reihe Vorhang auf, Film ab! ausgestrahlt. Die dänische Fassung wurde im Dezember 1987 von Danmarks Radio ausgestrahlt und erschien bei Pathé-Nordisk Film auf Video. Dänischer Sprecher des Wikingers war Henrik Koefoed. Die Serie wurde auch ins Englische übersetzt.